# Ibrahim Malikzada
 (avril 2019).
Mohammad Ibrahim Malikzada (محمد ابراهیم ملکزاده), né en 1966, est un homme politique et commandant militaire afghan.

## Biographie
Il a été le premier gouverneur de Ghor après la défaite des Taliban en 2001. Malikzada a terminé ses études primaires dans la province de Ghor. Pendant le djihad, dans les années 1960, il a poursuivi ses études scientifiques et islamiques et a acquis une expertise en médecine auprès de l'ICC (?). Il a été impliqué dans les services de santé en fonction des besoins de la région jusqu'à l'automne 1981, après que Mohammad Taher Malikzada, son frère aîné, fut martyrisé. À partir de ce moment-là, Mohammad Ibrahim Malikzada a assumé la responsabilité militaire. Bien qu'il ne soit pas un officier de l'armée, il est devenu un militant inclusif à part entière. Les terribles guerres de la région, alimentées par les totalitaires, l’ont contraint à réagir vigoureusement aux attaques des talibans après 1979. Après Ahmad Shah Massoud, il était la seule figure dans toutes les provinces du sud et de l'ouest de l'Afghanistan à poursuivre sa résistance. Après la chute des talibans en 2001, il a été gouverneur de la province de Ghor. Lors des premières élections législatives en Afghanistan, il a été élu membre de la Chambre du peuple de la province de Ghor.
Malikzada est le fils d'Abdul Rahman Malikzada. Mohammad Ibrahim Malikzada est d'origine tadjike.